# Rue Robespierre (Bagnolet)
Pour les articles homonymes, voir Rue Robespierre.
La rue Robespierre est un des axes importants de Bagnolet en Île-de-France.

## Situation et accès

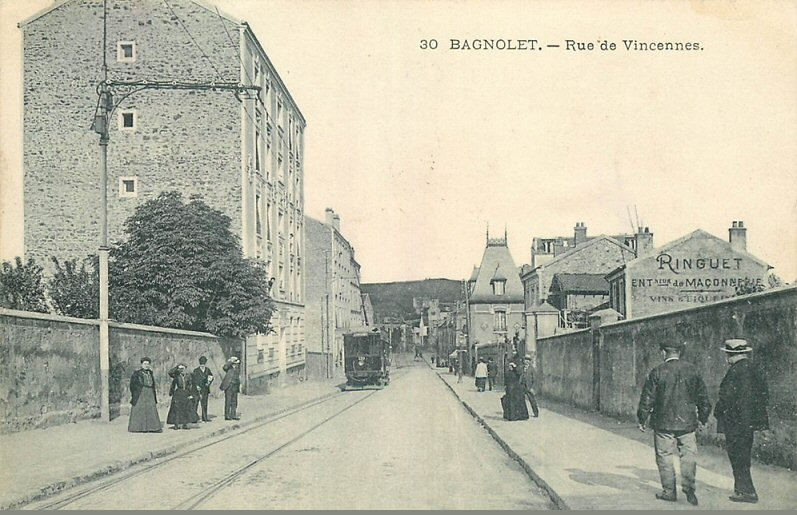
La rue de Vincennes.

Orientée du nord au sud, la rue Robespierre est située dans l'axe de la rue éponyme à Montreuil, et suit le tracé de la Route départementale 39.
Commençant son trajet sous le viaduc de la A3, elle marque le début de la rue de la Fraternité, croise notamment l'avenue de la République, la rue Victor-Hugo, puis se termine à la place de la Fraternité, au croisement avec la rue Étienne-Marcel.
Elle est accessible par la station de métro Gallieni, sur la ligne 3 du métro de Paris.

## Origine du nom

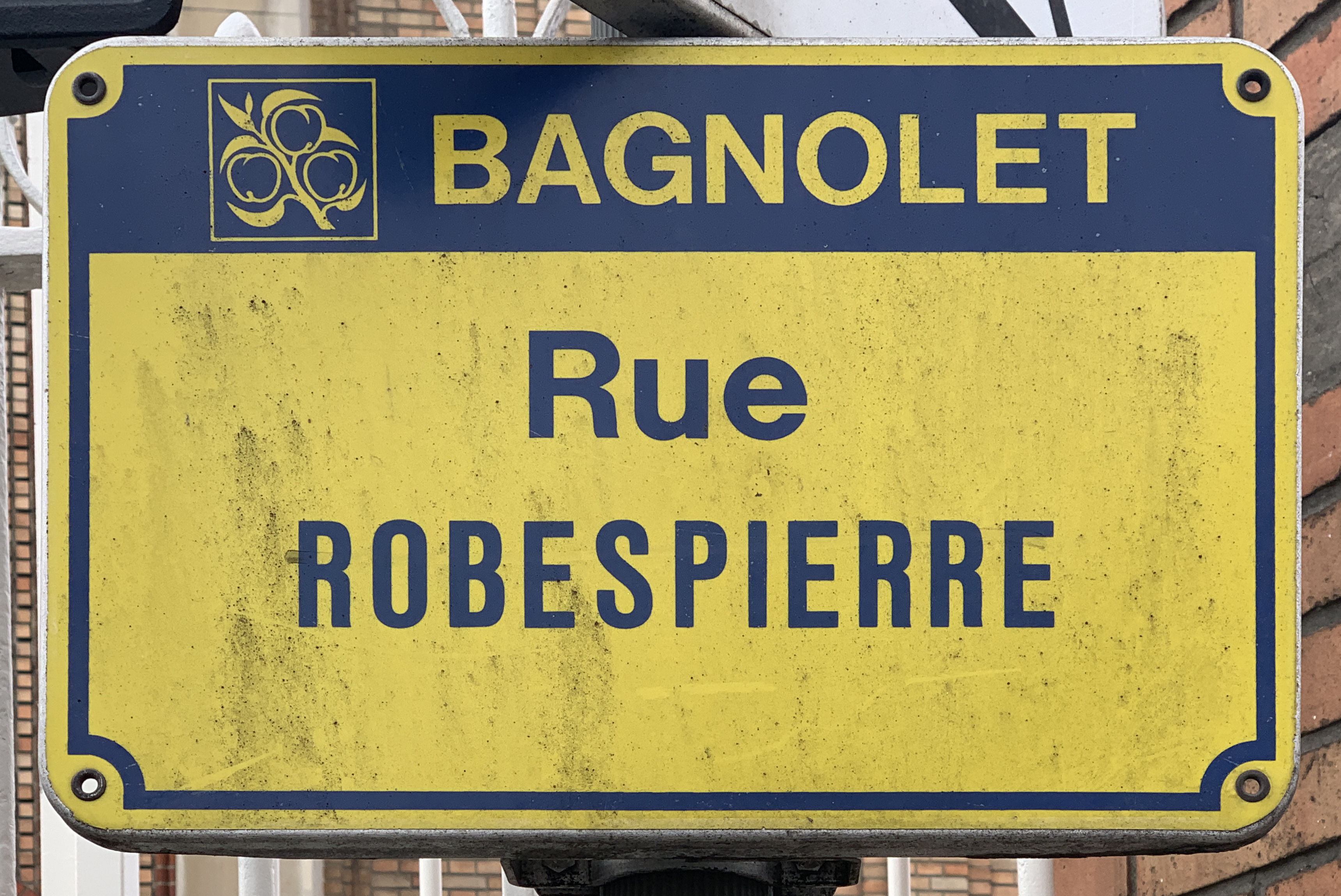
Plaque de la rue.

Cette rue portait autrefois le nom de rue de Vincennes. La partie nord-ouest de cette rue qui menait jusqu'à la rue de Paris (aujourd'hui rue Paul-Vaillant-Couturier) a été détruite lors de la construction de la gare routière internationale de Paris-Gallieni.
Elle a été renommée en hommage à Maximilien de Robespierre, avocat et homme politique français.

## Historique

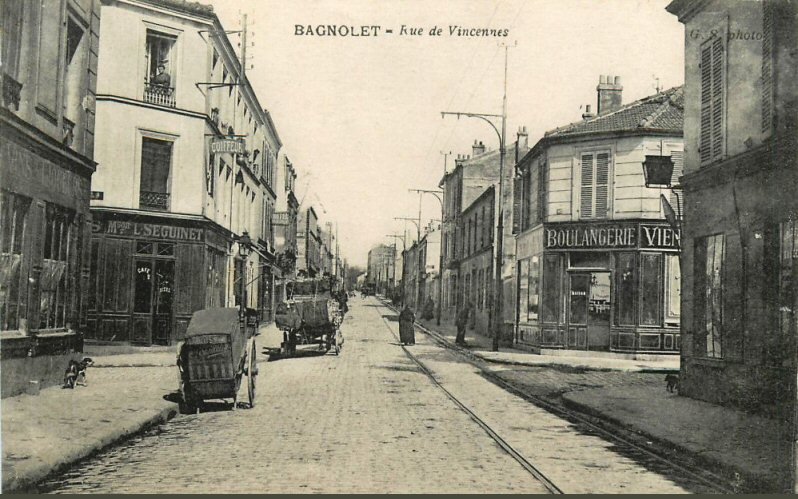
La rue de Vincennes, vers 1900.

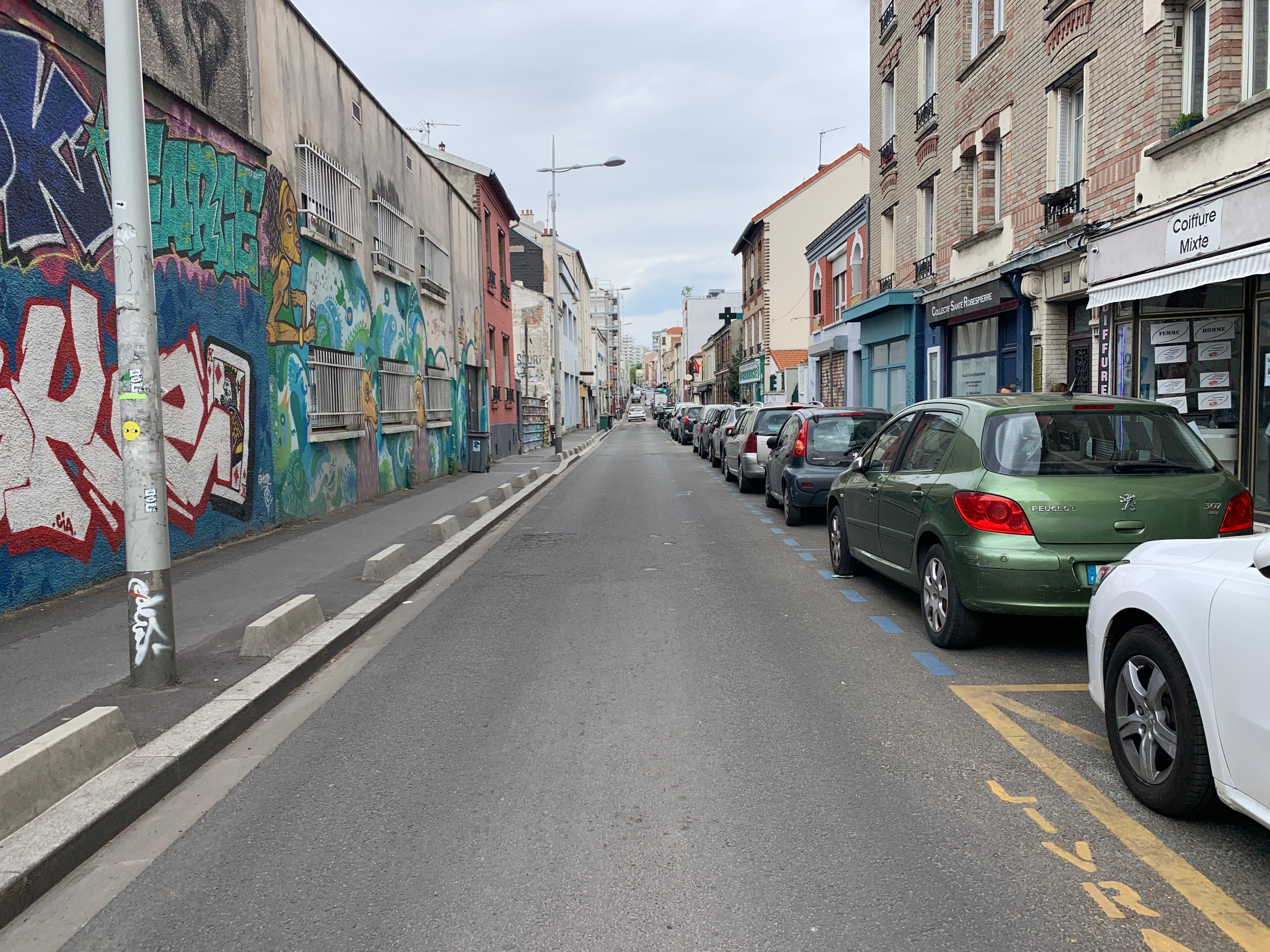
La rue dans sa partie sud.

Une partie de la rue est bâtie sur des carrières de gypse, comme en témoignait l'ancien chemin d'accès aux carrières, à l'emplacement de la A3,, accessibles par le site de l'ancienne huilerie Monin et Brunner, une bâtisse du XIXe siècle.
À la fin du XIXe siècle, une importante main-d'œuvre s'installa dans les environs, pourvoyant aux besoins des briqueries ouvertes dans cette rue.

## Bâtiments remarquables et lieux de mémoire
- Église Notre-Dame-de-Pontmain de Bagnolet, construite de 1927 à 1931.
- Gare routière internationale de Paris-Gallieni, ouverte en 1993, définitivement fermée en 2020[6].
- Ancienne huilerie Monin et Brunner, transformée en pôle d’économie sociale et solidaire[7].
- Parc Jean-Moulin–Les Guilands.